# Carl-Hermann Bellinger
Carl-Hermann Bellinger (* 28. Februar 1935) ist ein deutscher Jurist, Ministerialbeamter und Funktionär des Deutschen Alpenvereins (DAV).

## Leben
Carl-Hermann Bellinger ist von Beruf promovierter Jurist und war zuletzt als Leitender Ministerialbeamter tätig.
1962 wurde er Mitglied der Sektion Düsseldorf des Deutschen Alpenvereins. Zu deren zweitem Vorsitzenden wurde er 1972 gewählt. Von 1973 bis 1984 war Carl-Hermann Bellinger erster Vorsitzender der Sektion Düsseldorf. Von 1974 bis 1976 war er Mitglied der DAV-Satzungskommission, deren Leitung er zuletzt innehatte.
Von 1976 bis 1996 war Carl-Hermann Bellinger Mitglied des Vorstands des DAV und war von 1984 bis 1996 dritter Vereinsvorsitzender. Nach seinem Ausscheiden aus dem Vorstand übernahm er von 2001 bis 2004 den Vorsitz des DAV-Landesverbandes Nordrhein-Westfalen. Zuletzt war er bis 2008 Mitglied des Fachbeirates Recht.

## Schriften (Auswahl)
- Die richterliche Gestaltung des Mietverhältnisses, 1963
- Ökonomische, rechtliche und verfahrenstechnische Möglichkeiten zur Einführung der Wohnwertmiete bei öffentlich geförderten Wohnungen, 1976
- Aktuelle Fragen des Wohnungsbindungsgesetzes und des Gesetzes zum Abbau der Fehlsubventionierung im Wohnungswesen Rechtsprechungsübersicht, Bonn 1986

## Ehrungen
- Ehrenmitglied der DAV-Sektion Düsseldorf